# J. Howard Marshall
J. Howard Marshall, celým jménem James Howard Marshall II, (24. ledna 1905 – 4. srpna 1995) byl americký podnikatel. V letech 1931 až 1933 byl asistentem děkana na právnické fakultě Yaleovy univerzity. Později měl podíl ve společnosti Koch Industries. V letech 1931 až 1961 byla jeho manželkou Eleanor Pierce, s níž měl dva syny. V letech 1961 až 1991 byla jeho manželkou Bettye Bohannon. V roce 1994, ve svých 89 letech, se oženil s 26letou modelkou Annou Nicole Smith. Zemřel čtrnáct měsíců po svatbě ve věku devadesáti let.